# Hugo Hassinger
Hugo Rudolf Franz Hassinger (* 8. November 1877 in Wien; † 13. März 1952 ebenda) war ein österreichischer Geograph. Er zählte zu den bedeutendsten Kulturgeographen Österreichs. Seine geographische Gesamtauffassung fokussierte sich auf das Wirken des Menschen in der Landschaft.

## Leben
Hassinger studierte Geographie, Geschichte und Geologie und wurde 1902 promoviert. 1903 schloss er seine Lehramtsprüfung ab und war danach als Gymnasiallehrer tätig. 1914 konnte er sich in Wien habilitieren, war anschließend außerordentlicher Universitätsprofessor an der Universität Wien und später ordentlicher Professor an der Universität Basel, wo er 1923 Begründer der Geographisch-Ethnologischen Gesellschaft Basel war.
Zwischen 1927 und 1930 lehrte er an der Universität Freiburg, in denen er rassenideologisch geprägte Werke wie „Die geographischen Grundlagen der Geschichte“ verfasste. 1931 kehrte er an die Universität Wien als ordentlicher Professor zurück. Im selben Jahr wurde er wirkliches Mitglied der Akademie der Wissenschaften. Als Professor in Wien half er, die „Südostdeutsche Forschungsgemeinschaft“ zu gründen, deren Ziel es war, wissenschaftliche Vorarbeiten für eine „Umvolkung“ zu leisten. Dadurch trug Hassinger direkt zur nationalsozialistischen Lebensraumpolitik bei.
Des Weiteren engagierte sich Hassinger aktiv für die Wiederaufnahme des deutschen Imperialismus. Seine Arbeiten in Wien lieferten die damals wissenschaftliche Legitimation für Konzepte wie „Mitteleuropa“ und den „Deutschen Volks- und Kulturboden“. Der daraus abgeleitete deutsche Imperialismus des NS-Regimes in Deutschland beanspruchte Gebiete in der Tschechoslowakei, Polen und Slowenien.
Seine Bemühungen im Bereich der gemischtsprachigen Landschaft an der Mährischen Pforte machten ihn zum Länderkundler und Kulturgeographen. 1939 übernahm er die Leitung über die Hochschularbeitsgemeinschaft für Raumforschung an den Wiener Hochschulen. Die Südostforschung wurde in der Zeit des Nationalsozialismus durch das NS-Regime gefördert und Wien unter Hassinger zu deren Zentrum ausgebaut. Die Akademie der Wissenschaften und Hassinger spielten in den Vorbereitungen der Umsiedlungspläne in Südosteuropa eine zentrale Rolle („Balkan- und Südostkommission“). Hassingers deutschnationale Einstellung schlug sich auch in seiner Volkstumsforschung nieder, in der Hassinger etwa 1942 konstatierte, dass „Wiens deutsche Sendung“ darin bestand, die „Stufe des Kulturgefälles zwischen Westen und Osten allmählich ostwärts“ zu verschieben.
Hassinger war 1942 außerdem Mitglied der „Kommission zur Herausgabe von Schriften zur Rassenkunde und menschlichen Erblehre“, in der auch Fritz Knoll und Eduard Pernkopf saßen. Hassinger wurde von den NS-Abwehrstellen als „Vertrauensmann“ gelistet, was in der NS-Zeit mit einem politischen Spitzel gleichgesetzt werden kann.
Da Hassinger nie Mitglied der NSDAP war, wurde er nach dem Zweiten Weltkrieg nicht mit einem Berufsverbot belegt. 1946 gründete er die „Kommission für Raumforschung und Wiederaufbau“ an der Akademie der Wissenschaften, eine 1947 an der Akademie gegründete „Österreichische Forschungsgemeinschaft für den Südosten und Orient“ wurde durch die Besatzungsmächte 1950 aufgrund einer Verfügung wieder aufgelöst. Er wurde am Hütteldorfer Friedhof bestattet. Das Grab ist bereits aufgelassen.
Seine Söhne Herbert Hassinger und Erich Hassinger waren Historiker.

## Werke
- Hemmungen nationaler Schutzarbeit. 1907.
- Die mährische Pforte. 1914.
- Kunsthistorischer Atlas von Wien. 1916.
- Die geographischen Grundlagen der Geschichte. 1931.
- Allgemeine Geographie des Menschen. 1933–1937.
- Burgenlandatlas. 1940.
- Wiens deutsche Sendung im Donauraum. In: Mitteilungen der Geographischen Gesellschaft in Wien. 85, 1942.[4]
- Österreichs Anteil an der Erforschung der Erde. Ein Beitrag zur Kulturgeschichte Österreichs. Holzhausen, Wien 1949.

## Weitere Mitgliedschaften
- Präsident der Geographischen Gesellschaft Wien (1937–51)
- korrespondierendes Mitglied der Königlich-Preußischen Akademie der Wissenschaften (1938)
- Mitglied der Leopoldina (1940)

## Ehrungen
1954 wurde in Wien-Floridsdorf die Hassingergasse nach ihm benannt.